# Rozbitkowie z Jonathana
Rozbitkowie z Jonathana (fr. Les Naufragés du Jonathan; tytuły polskich przekładów to: Rozbitki i Ojczyzna rozbitków) – trzytomowa powieść napisana przez Juliusza Verne’a w latach 1897-98 pod oryginalnym autorskim tytułem En Magellanie (Au bout du monde), który można dosłownie przetłumaczyć na język polski jako W Magellanii (Na końcu świata). Powieść ta została wydana dopiero w 1909, w kilka lat po śmierci Verne’a, i zawiera znaczne poprawki i redakcje naniesione przez syna pisarza Michela Verne’a.

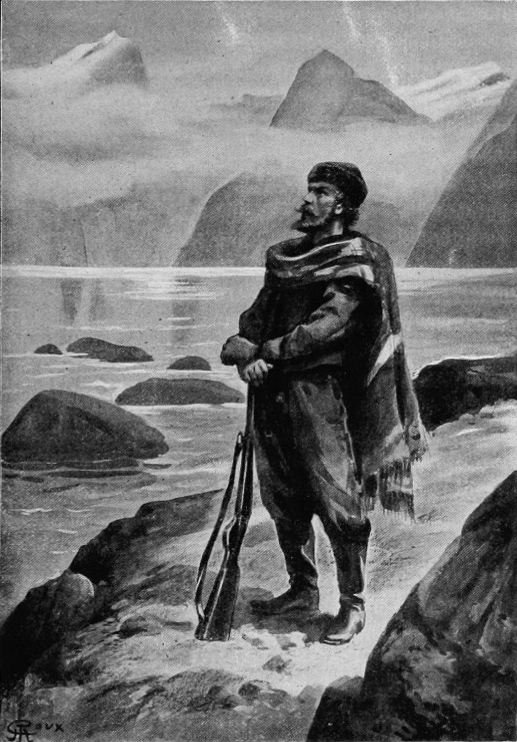
Kaw-dier.

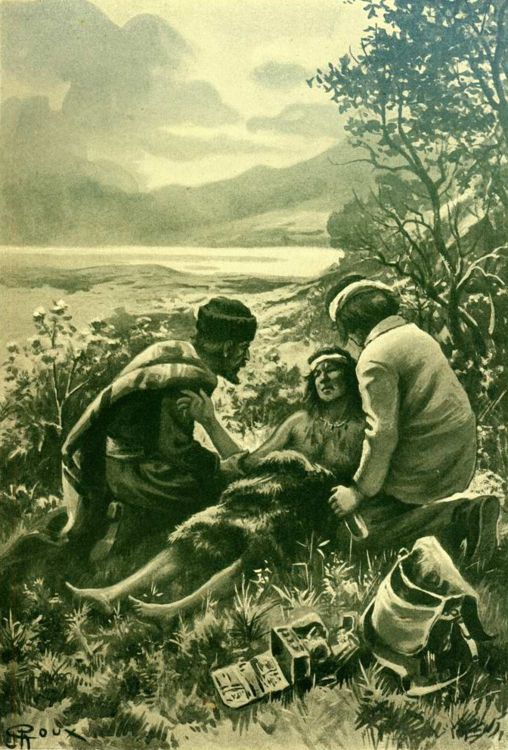
Kaw-dier pomaga zranionemu Indianinowi.

Oryginalne pierwsze francuskie wydanie było bogato ilustrowane 64 grafikami autorstwa George’a Rouxa, z których 9 jest kolorowych.
Pierwszy polski (skrócony) przekład autorstwa Stefana Gębarskiego ukazał się w odcinkach w latach 1909-10, pt. Rozbitki w czasopiśmie Przyjaciel Dzieci, w wersji książkowej zaś w 1911 (jest ona też skrócona w stosunku do wersji oryginalnej ale ma trochę zmienione i bardziej rozwinięte zakończenie w stosunku do przekładu w zamieszczonego w czasopiśmie i więcej rozdziałów w części drugiej: 13 zamiast 10). Powieść tłumaczona była także przez Karolinę Bobrowską, pt. Ojczyzna rozbitków  (I wyd. w 1927).

## Losy powieści oryginalnej
W 1977, włoski kolekcjoner i wernista, Piero Gondolo della Riva odnalazł oryginalny rękopis powieści W Magellanii (Na końcu świata) autorstwa Juliusza Verne’a w archiwum rodziny Hetzela, wydawcy Verne’a. Została ona wydana drukiem po raz pierwszy w 1987.

## Zarys fabuły
Ogólnym tematem powieści jest rozwój autonomicznej społeczności ludzkiej, nie podlegającej żadnej władzy.
Powieść opowiada historię tajemniczego człowieka imieniem Kaw-dier (co w języku miejscowych Indian oznacza Dobroczyńca), który mieszkał w Magellanii, czyli na obszarze wokół Cieśniny Magellana, ziemi w owym czasie nietkniętej jeszcze przez cywilizację i nie należącej do żadnego państwa. Kaw-Dier, którego mottem było zawołanie „Nade mną, ni Boga, ni pana”,

nade wszystko ukochał wolność i swobodę, że właśnie tutaj nie miał pana nad sobą, że był wolnym, jak ptak w przestrzeniach powietrznych.

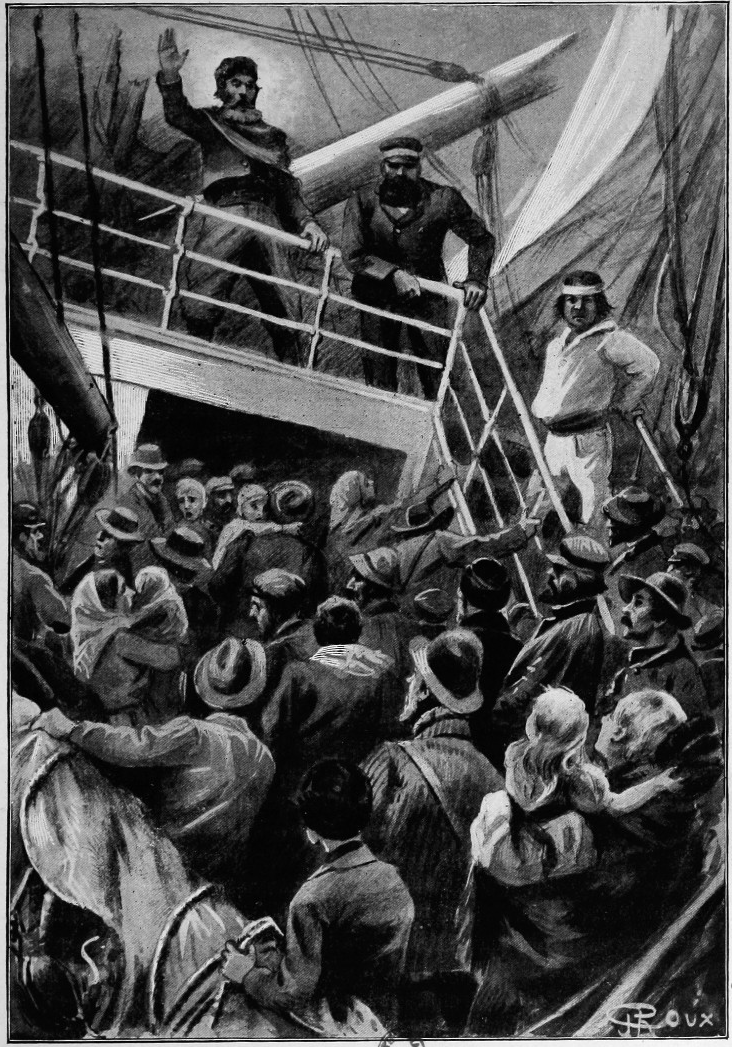
Kaw-dier opanowuje chaos na tonącym Jonathanie.

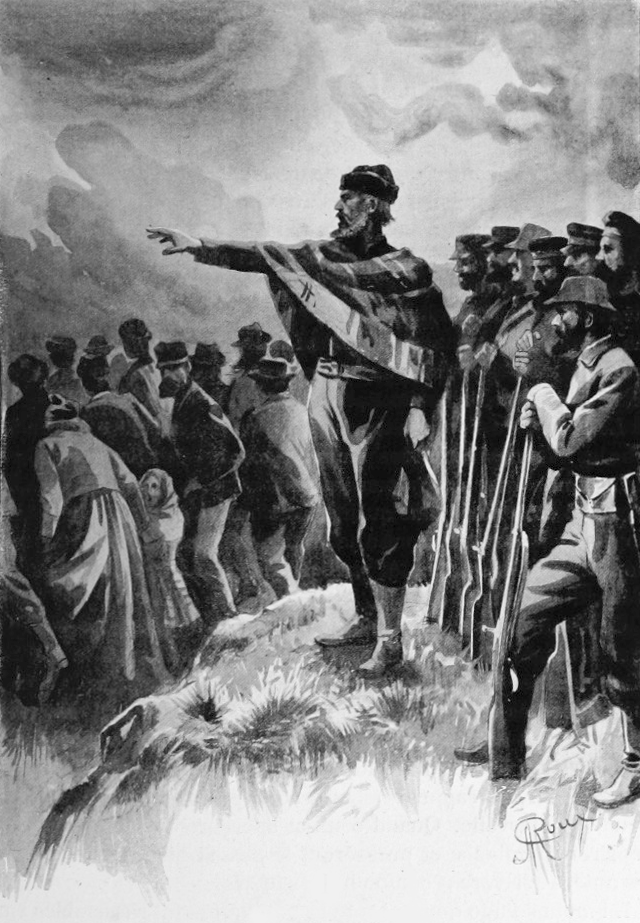
Kaw-dier przywraca porządek w osadzie.

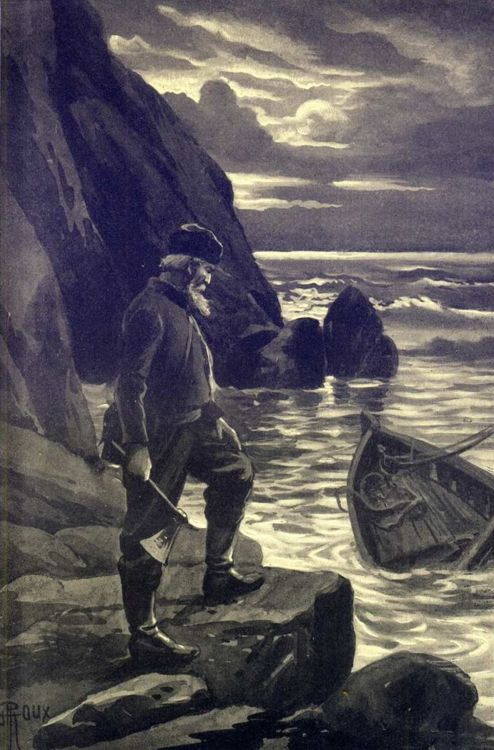
Kaw-dier odchodzi.

Pomagał on w trudnych chwilach rdzennej ludności Magellanii, miejscowym Indianom.
Pewnej nocy w 1891 w pobliżu wyspy Hoste rozbija się statek Jonathan, z liczną grupą osadników na pokładzie, płynących w kierunku Afryki. Kaw-Dier spieszy na ratunek i pomaga im wydostać się na brzeg, a potem w założeniu na wyspie kolonii; nie chce jednak nad nimi panować lub ich w jakikolwiek inny sposób kontrolować. Gdy jednak nowa kolonia staje się polem walki o władzę, Kaw-Dier jest zmuszony do czasowego zawieszenia swych anarchistycznych zasad. Staje na czele krzywdzonych osadników, jednak po przywróceniu porządku rezygnuje z przywództwa i odchodzi, będąc wierny swojemu indywidualizmowi:

Czyż nie można żyć inaczej?.. Czyż usta moje mają ciągle rozkazywać innym?.. Nie!... dość już tego!.. Marzeniem, celem mojego życia była zawsze: sprawiedliwość... Jedną tylko żywiłem w sercu nienawiść – niewolnictwa... I jedyna miłość przepełniała serce moje – miłość wolności. Te trzy ideały czynią mi życie drogiem i świętem. Pozostawiam te ideały w sercach moich najbliższych przyjaciół, sam zaś usuwam się w ustronie.